# Hrabstwo Lawrence (Arkansas)

Piramida wieku hrabstwa

Hrabstwo Lawrence (ang. Lawrence County) to hrabstwo w stanie Arkansas w Stanach Zjednoczonych. Hrabstwo zajmuje powierzchnię lądową 1 518 km². Według szacunków US Census Bureau w roku 2005 liczyło 17 153 mieszkańców. Siedzibą hrabstwa jest miasto Walnut Ridge. Hrabstwo należy do nielicznych hrabstw w Stanach Zjednoczonych należących do tzw. dry county, czyli hrabstw gdzie decyzją lokalnych władz obowiązuje całkowita prohibicja.

## Miejscowości
- Alicia
- Black Rock
- College City
- Imboden
- Lynn
- Hoxie
- Minturn
- Portia
- Powhatan
- Ravenden
- Sedgwick
- Smithville
- Strawberry
- Walnut Ridge